# Elacatis bornensis
Elacatis bornensis là một loài bọ cánh cứng trong họ Salpingidae. Loài này được Chapin miêu tả khoa học năm 1923.